# Oglasa niloticus
Oglasa niloticus là một loài bướm đêm trong họ Noctuidae.